# Nafri

Trong thần thoại Bắc Âu, Nafri hay còn gọi là Nari là con trai của Loki và Sigyn. Nafri đã bị giết để trừng phạt Loki vì những tội lỗi mà y gây ra. Sau khi Loki hại chết Balder, các vị thần đã biến Vali (anh trai của Nafri) thành sói và cắn chết em trai mình (giống như Höðr vô tình giết chết anh trai Balder). Ruột của Nafri đã bị các vị thần móc ra biến thành dây xích dùng để xiềng Loki cho đến ngày tận thế Ragnarok.
Theo văn xuôi Edda "Gylfaginning", Nafri cũng là cha của nữ thần bóng đêm Nótt. Tác giả Snorri không xác nhận rằng đây có đúng là Nafri con trai của Loki hay không. Trong truyện thơ Edda, cha của Nótt được gọi là Nörr (nguồn gốc của từ "narouua" - đêm tối trong tiếng Anh cổ). Cái tên của cha Nótt có khá nhiều biến thể trong bản tiếng Na Uy cổ.